# Seznam islandskih pisateljev
Seznam islandskih pisateljev.

## A
- Bergljót Arnalds

## B
- Einar Benediktsson
- Edda Björgvinsdóttir

## E
- Indriði Einarsson
- Þórarinn Eldjárn
- Gyrðir Elíasson

## G
- Kristmann Guðmundsson
- Gunnar Gunnarsson

## H
- Guðmundur G. Hagalín
- Jónas Hallgrímsson

## I
- Arnaldur Indriðason
- Viktor Arnar Ingólfsson

## J
- Birgitta Jónsdóttir

## K
- Guðmundur Kamban
- Jóhannes úr Kötlum
- Einar Hjörleifsson Kvaran

## L
- Halldór Kiljan Laxness
- Gunnlaugr Leifsson
- Þórarinn Leifsson

## M
- Andri Snær Magnason
- Kristof Magnusson
- Magnus Magnusson

## N
- Sigurður Nordal
- Helga M. Novak (isladsko-nemška)

## O
- Ólafur Jóhann Ólafsson

## P
- Gestur Pálsson
- Þórbergur Þórðarson

## S
- Magnus Scheving
- Sjón (Sigurjón Birgir Sigurðsson)
- Jón Kalman Stefánsson
- Jón Sveinsson

## T
- Jón Thoroddsen
- Steinunn Ólína Þorsteinsdóttir
- Indriði Guðmundur Þorsteinsson
- Jón Trausti